# St. Antonius (Fleckenberg)

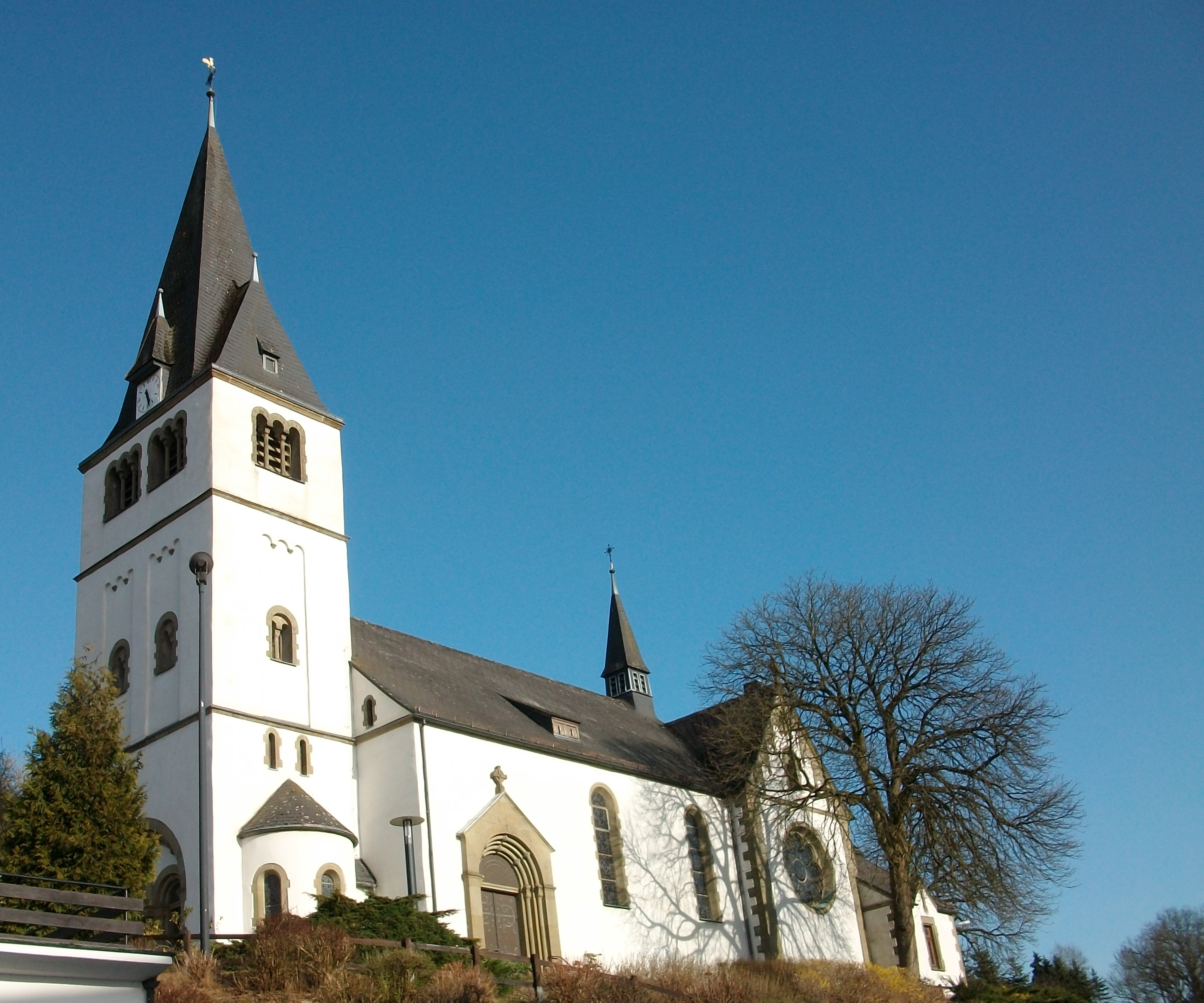
Fleckenberg, St. Antonius

Die römisch-katholische, denkmalgeschützte Pfarrkirche St. Antonius steht in Fleckenberg, einem Gemeindeteil der Stadt Schmallenberg im Hochsauerlandkreis von Nordrhein-Westfalen. Die Kirchengemeinde gehört zum Pastoralverbund Schmallenberg-Eslohe im Dekanat Hochsauerland-Mitte des Erzbistums Paderborn.

## Beschreibung
Die neuromanische Wandpfeilerkirche wurde 1905/06 nach einem Entwurf von Franz Mündelein erbaut. Sie besteht aus einem Langhaus, einem querrechteckigen Kirchturm im Norden, einem kurzen Querschiff vor dem eingezogenen Chor im Süden, der mit einer halbrunden Apsis abschließt. Über der Vierung befindet sich ein Dachreiter. 
Im Innenraum des Chors, der mit einem Kreuzrippengewölbe überspannt ist, wurde am Anfang des 20. Jahrhunderts über dem Altarretabel ein Kruzifix aufgehängt. Die vom Unternehmen Ibach 1865 für die Synagoge Aachen gebaute Orgel wurde 1905 erworben und 1970 von den Gebrüdern Stockmann umgebaut. Sie hat jetzt 25 Register, zwei Manuale und ein Pedal.